# Saclay
Saclay is een gemeente in het Franse departement Essonne (regio Île-de-France) en telt 2883 inwoners (1999). De plaats maakt deel uit van het arrondissement Palaiseau.

## Onderzoeksinstituten
Er bevindt zich te Saclay een belangrijk onderzoekscentrum van het Commissariat à l'énergie atomique. In de plannen van Nicolas Sarkozy voor de agglomeratie-wijde vorming van economische centra is een belangrijke plaats weggelegd voor het plateau van Saclay; er wordt voorzien in de vestiging van onderzoeksinstituten. Saclay zou ook een halte van de Grand Paris Express krijgen.

## Geografie
De oppervlakte van Saclay bedraagt 13,7 km², de bevolkingsdichtheid is 210,4 inwoners per km².
De onderstaande kaart toont de ligging van Saclay met de belangrijkste infrastructuur en aangrenzende gemeenten.

## Demografie
Onderstaande figuur toont het verloop van het inwonertal (bron: INSEE-tellingen).

## Onderwijs
- Universiteit Parijs-Saclay